# Ісламський культурний центр «Аль-Манар»

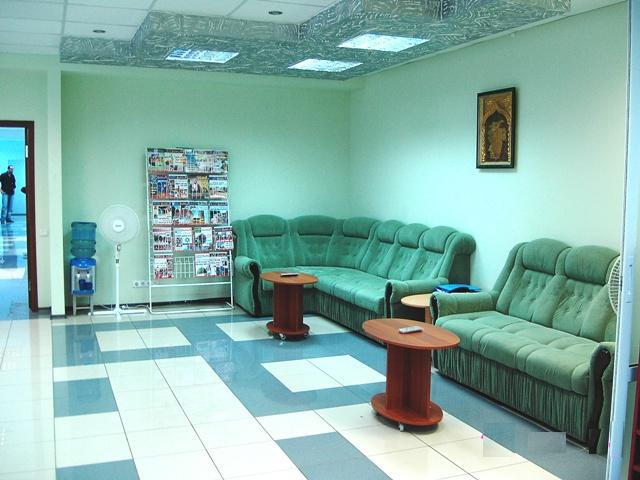

Ісламський культурний центр "Аль-Манар" — один із ісламських культурних центрів підпорядкованих ВАГО «Альраїд». Розташований за адресою м. Харків, провулок Байкальський, 2. 

## Історія
Свою історію Ісламський культурний центр м. Харків розпочав 1994 року.  
Наразі Центр об'єднує на одній території кілька організацій, зокрема: 
- Мусульманська релігійна громада "Милість";
- Офіс регіонального представництва ВАГО "Альраїд";
- Громадська організація "аль-Манар" (араб. المنارة — маяк).

## Діяльність
На території Ісламського культурного центру створені умови для забезпечення потреб його відвідувачів, що сповідують іслам, а саме:
- Молитовний зал (мечеть) розрахований на 500 людей;
- Недільна школа з вивчення арабської мови і культури мусульманських країн;
- Бібліотека, де зібрана колекція літератури, аудіо і відео записів про іслам;
- Конференц-зала;
- Спортзал, в якому є тренажери і настільний теніс.

У своїй діяльності Ісламський культурний центр сприяє зміцненню дружби та взаєморозуміння між різними національностями, ознайомлення українського народу з історією й культурою ісламу. Для забезпечення виконання цих завдань в мечеті проводяться щоденні п'ятиразові молитви (намаз), згідно з розкладом, а також п'ятничні молитви з проповіддю. Під час п'ятничної молитви, хутба читається арабською та російською мовами.
Окремо слід зазначити про сприяння розвитку наукових зв'язків і дослідженню ісламу. Так, наприклад, у 2010 році був укладений договір про співпрацю з  Інститутом сходознавства і міжнародних відносин "Харківський колегіум", в рамках якого проходили регулярні зустрічі носіїв мови зі студентами, які вивчають арабську мову в інституті, а факультативно проводилися лекції на заздалегідь зазначені теми, що були присвячені правилам поведінки та культурним особливостям мусульманських країн. 
Окремо слід сказати про участь у науковій конференції в Інституті сходознавства, в якій взяв учать директор Центру Шейх Отман Шаді, виступивши з доповіддю про роль громадських організацій в перспективі налагодження відносин між Україною і мусульманським світом.